# میخک زینتی
میخک زینتی (نام علمی: Pittosporum undulatum) نام یک گونه از سرده میخک زینتی است.

## نگارخانه

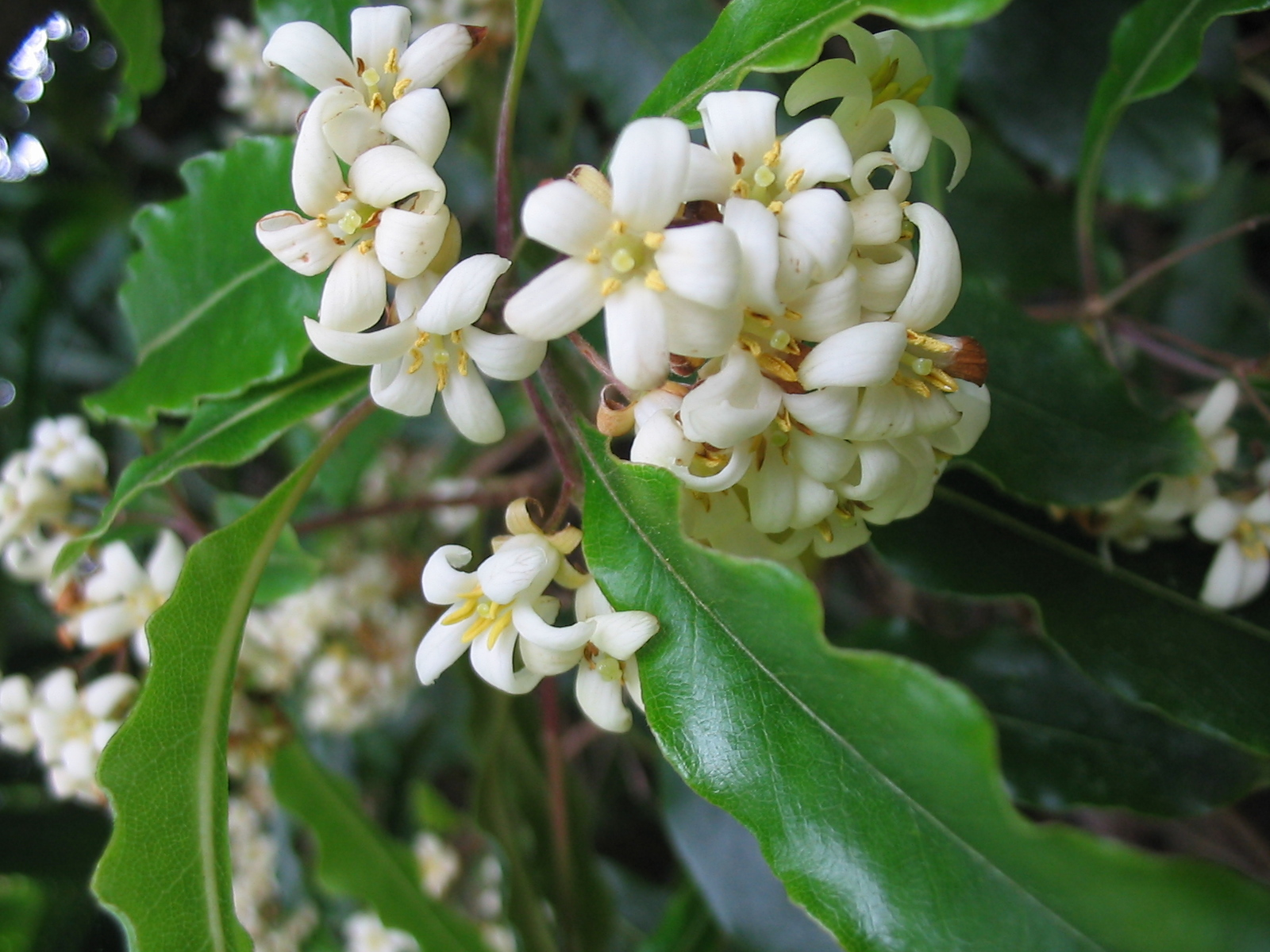